# Capanna Cògnora
Die Capanna Cògnora (deutsch: Cognorahütte) ist eine Selbstversorgerhütte in der Nähe von Sonogno im  Val Vegornèss in den Tessiner Alpen. Sie ist eine der fünf Schutzhütten, die die Via Alta della Verzasca bilden und der Società Escursionistica Verzaschese (SEV) gehören.

## Beschreibung
Sie liegt auf 1938 m ü. M. in einem Seitental des Verzascatales. Sie wurde 1986 eingeweiht. Das ursprüngliche Alpgebäude auf der Alp Cògnora wurde zur Berghütte umgebaut.
Die zweistöckige gemauerte Hütte mit Steindach hat einen Aufenthalts- und Essraum mit 20 Plätzen. Die Küche ist mit einem Holz- und Gasherd und Kochgeschirr ausgerüstet. Toiletten und fliessendes Wasser befinden sich im Inneren des Gebäudes. Die Hütte wird mit Holz beheizt und mit Solarzellen beleuchtet. Die 18 Betten befinden sich in einem Raum.
Die Hütte ist Etappenort der siebten Etappe des Höhenwegs Via Alta Idra, der in 12 Etappen von der Quelle des Flusses Tessin bis zu seiner Mündung in den Lago Maggiore führt.

## Zustieg
- Von Sonogno 918 m ü. M. kann die Hütte 3 ½ Stunden Gehzeit erreicht werden (Schwierigkeitsgrad T3). Sonogno ist mit öffentlichen Verkehrsmitteln erreichbar.

## Aufstieg
- Passo Piatto 2018 m ü. M. in 1 ½  Stunden (T3).

## Übergänge
- Capanna Barone in 4 Stunden
- Rifugio Alpe Sponda in 4 ½ Stunden
- Capanna d’Efra in 8 Stunden